# Marian Sikora (żołnierz)
Marian Sikora ps. „Czarny”, „Przepiórka” (ur. 17 stycznia 1914 w Borysowie, zm. 12 grudnia 1944 w Lublinie) – polski żołnierz, uczestnik kampanii wrześniowej (obrona Lwowa), żołnierz ruchu oporu od 1940, porucznik Armii Krajowej.

## Życiorys
Urodził się w rodzinie chłopskiej, ukończył Gimnazjum i Liceum im. Czartoryskich w Puławach (1936). Po podchorążówce został rezerwistą 2 pułku artylerii ciężkiej w Chełmie. Studia na Katolickim Uniwersytecie Lubelskim przerwał mu wybuch wojny.
Od 1940 r. trwale związany z ruchem oporu, najpierw był zastępcą dowódcy lokalnej grupy Związku Odwetu, a później szefem Kedywu w Inspektoracie Rejonowym „Puławy”. Obok działalności dywersyjnej zajmował się także wydawaniem prasy konspiracyjnej. Po tzw. decentralizacji Kedywu pełnił formalnie funkcję dowódcy oddziału partyzanckiego OP 15/2.
Po zajęciu Lubelszczyzny przez Armię Czerwoną został aresztowany i na początku grudnia 1944 r. wyrokiem Wojskowego Sądu Okręgowego w Lublinie skazany na karę śmierci. Wyrok wykonano w dniu 12 grudnia 1944 r. na Zamku Lubelskim. Był odznaczony krzyżem Virtuti Militari V klasy. W 2017, za wybitne zasługi dla niepodległości Rzeczypospolitej Polskiej, prezydent RP Andrzej Duda nadał mu pośmiertnie Krzyż Komandorski z Gwiazdą Orderu Odrodzenia Polski.